# El Arado
El Arado es un corregimiento del distrito de La Chorrera en la provincia de Panamá Oeste, República de Panamá. La localidad tiene 6242 habitantes (2023).
El corregimiento fue creado mediante el acuerdo N.º 11 del 14 de noviembre de 1909. Limita al norte con el distrito de Arraiján, al sur con el corregimiento de Barrio Colón, al este con el distrito de Arraiján y al oeste con los corregimientos de La Represa y Herrera.